# Márfa
Márfa – wieś i gmina w południowej części Węgier, w pobliżu miasta Siklós, niedaleko granicy chorwackiej. Administracyjnie Márfa należy do powiatu Siklós, wchodzącego w skład komitatu Baranya i jest jedną z 53 gmin tego powiatu.

## Historia
Po raz pierwszy nazwa miejscowości w źródłach pisanych pojawiła się w 1332 w formie Markfalwa.

## Zabytki
- Kościół Reformatów z 1826.